# Pierre Carron

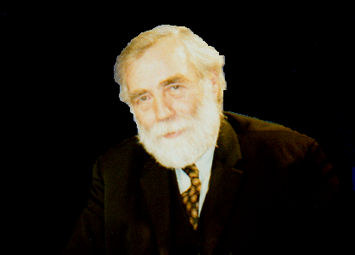
Pierre Carron im Jahr 1995

Pierre Carron (* 16. Dezember 1932 in Fécamp; † 19. März 2022) war ein französischer Künstler.

## Leben
Pierre Carron studierte an der École Régionale des Beaux-Arts in Le Havre und später an der École des Arts Décoratifs in Paris Zeichnen und Komposition. Ab 1951 besuchte er die École des Beaux-Arts in Paris. Dort war Raymond Legueult sein Lehrer. 1957 wurde er mit dem Prix de la critique ausgezeichnet. 1960 folgte der Grand Prix de Rome. Ab 1967 war er Professor in Paris. 1990 wurde er zum Mitglied der Académie des Beaux-Arts gewählt, er war der Nachfolger von Félix Labisse. 2002 und 2019 war er Vorsitzender der Akademie. Carron ist unter anderem bekannt für seine Glasmalereien in der Kathedrale von Orléans. Er starb am 19. März 2022 im Alter von 89 Jahren.